# سیارک ۲۶۲۷۶
سیارک ۲۶۲۷۶ (به انگلیسی: 26276 Natrees، نامگذاری:1998SL4) بیست و شش هزار و دویست و هفتاد و ششمین سیارک کشف شده‌است که در ۲۰ سپتامبر ۱۹۹۸ کشف شد.
قدر مطلق سیارک برابر ۱۳.۵ است.